# 小枝至
小枝 至（こえだ いたる、1941年8月25日-  ）は、日本の経営者。日産自動車会長を務めた。東京都出身。

## 来歴・人物
都立日比谷高校を経て、1965年に東京大学工学部を卒業し、同年に日産自動車に入社。
1993年6月に取締役に就任し、常務、副社長（購買および関係会社管理担当）を経て、2003年6月に塙義一が代表取締役会長を退任し相談役名誉会長に就任したのに伴い、代表取締役兼取締役共同会長に就任し、副社長兼務となる。同年7月23日、同様に塙義一に代わりルノー取締役に就任。ルノーから送り込まれてきたカルロス・ゴーン指揮の下、日産本体や下請けの大幅なコストカットやリストラにあたった。2008年6月から相談役名誉会長を務めた。
2006年11月に藍綬褒章を受章。